# Lucas Torreira
Lucas Sebastian Torreira Di Pascua (ur. 11 lutego 1996 we Fray Bentos) – urugwajski piłkarz, występujący na pozycji defensywnego pomocnika w tureckim klubie Galatasaray oraz w reprezentacji Urugwaju. Posiada także obywatelstwo hiszpańskie.

## Kariera klubowa
Torreira rozpoczął karierę w małym klubie 18 de Julio ze swojego rodzinnego miasta Fray Bentos. W 2013 roku dołączył do młodzieżowej drużyny Montevideo Wanderers, by następnie kilka miesięcy później przenieść się do Włoch, gdzie podpisał kontrakt z Pescarą. Przed sezonem 2014/15 włączono go do kadry pierwszego zespołu, w którym zadebiutował 16 maja 2015 roku podczas meczu z Varese. Torreira rozpoczął spotkanie w wyjściowym składzie i przebywał na boisku do 58. minuty, gdy to został zmieniony przez Matteo Politano. Ogólnie na przestrzeni całego sezonu rozegrał 5 spotkań.
1 lipca 2015 roku został wykupiony przez Sampdorię, która jednak od razu wypożyczyła go do Pescary na cały sezon 2015/16. 9 sierpnia 2015 roku podczas meczu Puchar Włoch z FC Südtirol zdobył swoją pierwszą bramkę w profesjonalnej karierze. W sumie w Serie B wystąpił w 29 spotkaniach, w trakcie których strzelił 4 gole. Ponadto dołożył 3 występy i 1 bramkę podczas play-offów o awans.
Latem 2016 roku wypożyczenie Torreiry dobiegło końca, a on sam powrócił do Sampdorii. 21 sierpnia 2016 roku zadebiutował w Serie A wychodząc w podstawowym składzie na wygrany 1:0 mecz z Empoli FC. Począwszy od sezonu 2016/17 stał się podstawowym graczem klubu, a 19 listopada 2017 roku strzelił jedną z bramek podczas wygranego 3:2 prestiżowego meczu z Juventusem.
10 lipca 2018 roku Torreira został zawodnikiem Arsenalu.

## Kariera reprezentacyjna
W marcu 2018 roku Torreira otrzymał pierwsze powołanie do reprezentacji Urugwaju. Znalazł się on w kadrze na China Cup i w narodowych barwach zadebiutował 23 marca 2018 roku podczas wygranego 2:0 meczu półfinałowego z Czechami. W maju tego samego roku został także powołany do składu na Mistrzostwa Świata 2018.

## Statystyki kariery
(aktualne na dzień 23 czerwca 2025)
| Klub                        | Sezon              | Liga               | Liga  | Liga   | Puchar Kraj. | Puchar Kraj. | Puchar Ligi | Puchar Ligi | Europa | Europa | Inne  | Inne   | Ogólnie | Ogólnie |
| Klub                        | Sezon              | Rozgrywki          | Mecze | Bramki | Mecze        | Bramki       | Mecze       | Bramki      | Mecze  | Bramki | Mecze | Bramki | Mecze   | Bramki  |
| --------------------------- | ------------------ | ------------------ | ----- | ------ | ------------ | ------------ | ----------- | ----------- | ------ | ------ | ----- | ------ | ------- | ------- |
| Delfino Pescara 1936        | 2014/15            | Serie B            | 5     | 0      | 0            | 0            | —           | —           | —      | —      | 3     | 0      | 8       | 0       |
| Delfino Pescara 1936 (wyp.) | 2015/16            | Serie B            | 29    | 4      | 2            | 1            | —           | —           | —      | —      | 3     | 1      | 34      | 6       |
| U.C. Sampdoria              | 2016/17            | Serie A            | 35    | 0      | 1            | 0            | —           | —           | —      | —      | —     | —      | 36      | 0       |
| U.C. Sampdoria              | 2017/18            | Serie A            | 36    | 4      | 2            | 0            | —           | —           | —      | —      | —     | —      | 38      | 4       |
| U.C. Sampdoria              | Ogólnie            | Ogólnie            | 71    | 4      | 3            | 0            | 0           | 0           | —      | —      | —     | —      | 74      | 4       |
| Arsenal F.C.                | 2018/19            | Premier League     | 34    | 2      | 1            | 0            | 3           | 0           | 12     | 0      | —     | —      | 50      | 2       |
| Arsenal F.C.                | 2019/20            | Premier League     | 29    | 1      | 2            | 0            | 2           | 1           | 6      | 0      | —     | —      | 39      | 2       |
| Arsenal F.C.                | Ogólnie            | Ogólnie            | 63    | 3      | 3            | 0            | 5           | 1           | 18     | 0      | —     | —      | 89      | 4       |
| Atlético Madryt (wyp.)      | 2020/21            | Primera División   | 19    | 1      | 2            | 0            | —           | —           | 5      | 0      | —     | —      | 26      | 1       |
| ACF Fiorentina (wyp.)       | 2021/22            | Serie A            | 31    | 5      | 4            | 0            | —           | —           | —      | —      | —     | —      | 35      | 5       |
| Galatasaray SK              | 2022/23            | Süper Lig          | 31    | 0      | 3            | 0            | —           | —           | —      | —      | —     | —      | 34      | 0       |
| Galatasaray SK              | 2023/24            | Süper Lig          | 35    | 1      | 1            | 0            | —           | —           | 10     | 0      | 1     | 0      | 47      | 1       |
| Galatasaray SK              | 2024/25            | Süper Lig          | 32    | 5      | 4            | 1            | —           | —           | 11     | 0      | 1     | 0      | 48      | 6       |
| Galatasaray SK              | Ogólnie            | Ogólnie            | 98    | 6      | 8            | 1            | 0           | 0           | 21     | 0      | 2     | 0      | 129     | 7       |
| Ogólnie w karierze          | Ogólnie w karierze | Ogólnie w karierze | 316   | 23     | 22           | 2            | 5           | 1           | 44     | 0      | 8     | 1      | 395     | 27      |